# 바람 바람 바람 (1983년 영화)
"바람 바람 바람"은 1983년에 개봉한 대한민국의 영화이다.

## 캐스팅
- 박일
- 최민희
- 남궁원
- 김동현
- 하재영
- 진봉진
- 박암
- 박영란
- 최병철
- 김유미
- 전유성
- 박기량
- 이성구
- 임성포
- 박종설
- 이기영
- 주상호
- 길달호
- 홍성연
- 김화란
- 김기종
- 박예숙